# Archidendron aruense
Archidendron aruense är en ärtväxtart som först beskrevs av Otto Warburg, och fick sitt nu gällande namn av Jeanine Dewit. Archidendron aruense ingår i släktet Archidendron och familjen ärtväxter. Inga underarter finns listade i Catalogue of Life.